# 特攻野郎Aチーム THE MOVIE
『特攻野郎Aチーム THE MOVIE』（とっこうやろうエーチーム ザ・ムービー、原題：The A-Team）は、2010年のアメリカのアクション・スリラー映画。フランク・ルーポとスティーブン・J・キャネルが制作した1980年代のテレビシリーズ『特攻野郎Aチーム』を基にし、監督はジョー・カーナハン、脚本はカーナハン、ブライアン・ブルーム、スキップ・ウッズが務めた。リーアム・ニーソン、ブラッドリー・クーパー、クイントン・ジャクソン、シャールト・コプリー、ジェシカ・ビール、パトリック・ウィルソン、ユル・ヴァスケスらが出演する。無実の罪で投獄された特殊部隊が脱走し、汚名を晴らすために行動を起こすというストーリー。
本作は1990年代半ばから開発されていたが、何人もの脚本家やストーリーのアイデアを経て、何度も保留になっていた。ニーソン、クーパーをはじめとするキャストは2009年夏に参加し、同年末にはカナダ各地で撮影が行われた。2010年6月11日に20世紀フォックスから劇場公開された。批評家からは、キャストやアクションシーンは評価されたものの、脚本については批判され、賛否両論の評価を受けた。当初は続編が期待されていたが、1億1000万ドルの製作費に対して全世界での興行収入が1億7700万ドルにとどまったため、計画は中止された。

## ストーリー
メキシコでの作戦行動中、ハンニバルことジョン・スミス大佐（リーアム・ニーソン）は独断専行してターゲットに捕まったフェイスことテンプルトン・ペック中尉（ブラッドリー・クーパー）を救出するため、偶然出会ったB.A.ことボスコ B.A.バラカス軍曹（クイントン・ジャクソン）と、マードックことH・M・マードック大尉（シャールト・コプリー）を仲間に引き入れる。彼らは作戦を無事に成功させ、Aチームことアルファ部隊を結成する。
それから8年後、イラクの前線基地に「バグダッドで活動するゲリラが『USドル紙幣の偽造原版』と大量の偽札を持って逃亡しようとしている」という情報が、中央情報局（CIA）によってもたらされる。ゲリラへの対処はパイク（ブライアン・ブルーム）率いる民間軍事会社ブラックフォレスト部隊が行う予定だったが、ハンニバルは自分たちが対処することをモリソン将軍（ジェラルド・マクレイニー）に直訴する。Aチームはゲリラを襲撃し、見事に偽造原版と偽札の奪取に成功する。
しかし作戦から帰還した直後、Aチームの目の前でモリソン将軍の乗る車両、次いで偽札が爆破され、混乱の中で偽造原版は何者かによって持ち去られてしまう。軍法会議にかけられたAチームは極秘命令だったゲリラ襲撃を疑われ、10年の禁固刑と初年兵降格の上で不名誉除隊の処分まで下されてしまう。
半年後、ハンニバルは原版を盗んだのがパイクだと確信しており、同様に考えるCIAのリンチ捜査官（パトリック・ウィルソン）の協力を取り付けると、名誉を回復して軍へ復帰するため刑務所を脱走する。フェイス、B.A.、マードックも難なく助け出し、Aチームは再結成され、追跡してくる軍犯罪捜査部を追い払いつつパイクが目撃されたフランクフルトへと向かう。ペックは元恋人で本件の対応を指揮する軍捜査部のソーサに接触して無実を訴え、直接連絡用の携帯電話を渡す。
パイクの反撃を受けつつ、辛くも原版を取り戻すAチームだったが、同時に誘拐してきたパイクの協力者は死んだはずのモリソンだった。バグダッドでの原版強奪はパイクとモリソンの計画であり、それに一枚噛んでいたリンチの独り占めを避けるため、Aチームが濡れ衣を着せられたのだ。リンチはモリソンをも亡き者にすべくAチームの居場所を爆撃するが、生き残ったAチームはモリソンと原版の引き渡しを軍捜査部に持ちかける。並行してペックはソーサに直接連絡を取る。
リンチはAチームと軍の一般回線でのやり取りを盗聴し、仲間に引き入れたパイクと共に取引場所であるロサンゼルス港に部隊を配置して待ち構える。しかし、フェイスの罠に嵌って部隊が壊滅状態になると、不甲斐なさに呆れたパイクが貨物船にロケットランチャーを撃ったことで港は大混乱に陥る。
これまで後方で指示するばかりで高みの見物をするだけだったリンチだが、仕方なく自ら原版を回収するため崩れたコンテナ群へと入っていく。ハンニバルはとあるコンテナの中に彼を誘導し、巧みに煽って本性を露わにさせる。すると間を置かずコンテナの壁と天井が取り払われ、包囲していた軍にリンチは逮捕される。
事件は解決したものの、リンチことヴァンス・バリスの身柄はCIAに持っていかれてしまう。Aチームの面々も脱走の罪で拘束されるが、彼らの手元には再び脱走するための手立てが既に用意されていた。

## キャスト
“ハンニバル”ジョン・スミス大佐
演 - リーアム・ニーソン、吹替 - 菅生隆之
どのような閉鎖的あるいは絶体絶命の環境におかれても、すんなりと情報収集や脱出を行う人物として描かれ、テレビ版よりも強力なキャラクターになっている。
“フェイス”テンプルトン・ペック中尉
演 - ブラッドリー・クーパー、吹替 - 堀内賢雄
英語ではテレビ版同様“フェイスマン”のまま表記。根回しが得意で刑務所であっても厚待遇を受け、どんなときにも必要なものを手配する物資調達のカリスマ。ただし女性関係のトラブルがたえず、作戦全体を何度か危機に陥れる面もある。
“B.A.”ボスコ B.A.バラカス軍曹
演 - クイントン・ジャクソン、吹替 - 乃村健次
本作では飛行機恐怖症になった経緯が描かれており、マードックの無茶な操縦が原因になっている。また、好物であるココナツカレーのタプナードとトーストの話になると途端に機嫌を直す描写もある。服役中に非暴力を学び、他者を殺傷することを拒むようになるが、ハンニバルがマハトマ・ガンディーの「臆病と暴力のうちどちらかを選ばなければならないとすれば、わたしはむしろ暴力をすすめるだろう」という言葉を借りて説得することになった。彼の愛車でAチームの象徴であるGMCバンも登場するが、早々にテレビ版と同様マードックのせいでバンが潰されてしまう。
“マードック”H・M・マードック大尉
演 - シャールト・コプリー、吹替 - 多田野曜平
原作よりもさらに狂った人物として描かれており、空中戦の際は大はしゃぎして飛行機を無茶に操縦し、チーム全員に冷や汗をかかせるどころか振り落としかけるほどのトラブルメーカー。演じるコプリー（南アフリカ出身）のネタとして、マードックとバラカスの偽造パスポートが入れ替わり、イスラエル出身のはずがタンザニア国籍にされてしまったトラブルの際、スワヒリ語をすんなりと話して切りぬけるシーンがある。
キャリサ・ソーサ大尉
演 - ジェシカ・ビール、吹替 - 岡寛恵
軍犯罪捜査部の捜査官。かつてペックと交際していたことがある。作中では失態の責任を問われて中尉に降等され、「元大尉」と呼ばれる。
リンチCIA調査官（ヴァンス・バリス）
演 - パトリック・ウィルソン、吹替 - 木下浩之
若手のCIAエージェント。リンチはCIA内部で代々引き継がれる偽名との描写があり、終盤にも別の人物がリンチと名乗る。
ブロック・パイク
演 - ブライアン・ブルーム、吹替 - 山路和弘
ラッセル・モリソン将軍
演 - ジェラルド・マクレイニー、吹替 - 羽佐間道夫
国務長官
演 - ヘンリー・ツェニー
ペンサコーラの囚人
演 - ダーク・ベネディクト、吹替 - 安原義人
ドイツ人医師
演 - ドワイト・シュルツ、吹替 - 多田野曜平
別のリンチ
演 -  ジョン・ハム
ナレーター
声 - コーリー・バートン

## 製作
1990年代半ばより、映画化が企画され、いくつものストーリー原案が挙がっていた。プロデューサーのスティーブン・J・キャネルは、ストーリーの背景に湾岸戦争を組み込んで設定を大きくすることを望んでいた。当初はジョン・シングルトンが監督に選ばれていたが、2008年10月にプロジェクトから外れた。

### スタッフ
- 音楽: アラン・シルヴェストリ
- テーマ曲: マイク・ポスト、ピート・カーペンター

日本語吹替版スタッフ
- 演出：安江誠
- 翻訳：平田勝茂
- 翻訳監修：岩本令
- 録音・調整：安部雅博
- 日本語版制作：グロービジョン株式会社
- ミキサー：イアン・マクローリン
- ドルビーコンサルタント：ブルース・エメリー
- 整音：サウンドファーム（シドニー オーストラリア）

### カメオ出演
テレビ版でフェイスマンを演じたダーク・ベネディクトとマードックを演じたドワイト・シュルツがカメオ出演している。日本語吹替版の方でも、テレビ版でハンニバルの声を演じた羽佐間道夫とフェイスマンの声を演じた安原義人がゲスト出演しており、特に安原は当時と同じくダーク・ベネディクトの吹き替えを担当している。
また、羽佐間はエンディングで、テレビシリーズの日本語吹替版オープニングの「道理の通らぬ世の中に敢えて挑戦する――」という御馴染みの台詞を披露している。これは日本語版独自の仕様である。

## DVD・BD

### 日本
20世紀フォックスより2011年1月7日にDVD、DVD+BDセット、Amazon.co.jp限定版のBDが発売された。BD版では「無敵バージョン」として劇場公開版よりも15分長く本編が収録されている。また、BD版・DVD版いずれにもテレビシリーズでハンニバル役の吹き替えを担当した羽佐間道夫とテレビシリーズの吹き替え演出を手がけた伊達康将によるオーディオコメンタリー「ザ・Aチーム談義」が収録されている。Amazon.co.jp限定盤はパッケージがスチールブック仕様のケースとなっている。
DVD+BDセットは2011年1月17日付オリコンBDランキングで、2万枚を売り上げ初登場1位となった。

## テレビ放送
| 回数 | テレビ局   | 番組名（放送枠名） | 放送日         | 放送時間      | 放送分数 | 視聴率 |
| ---- | ---------- | ------------------ | -------------- | ------------- | -------- | ------ |
| １   | テレビ朝日 | 日曜洋画劇場       | 2013年1月27日  | 21:00 - 23:10 | 130分    | 10.2%  |
| ２   | テレビ東京 | 午後のロードショー | 2017年11月22日 | 13:35 - 15:40 | 125分    | 2.9%   |
| ３   | テレビ東京 | 午後のロードショー | 2023年11月16日 | 13:40 - 15:40 | 120分    | ‐      |

- 視聴率はビデオリサーチ調べ、関東地区・世帯・リアルタイム。